# Mitterrand, les autres jours
Mitterrand, les autres jours est un récit témoignage écrit par l'animateur-producteur de télévision et écrivain français Pascal Sevran, ami proche du président François Mitterrand, paru en 1998, deux ans après la disparition de l'ancien président de la République.

## Présentation
Ce livre, Mitterrand, les autres jours, retrace les épisodes de l'amitié entre les deux hommes et les grands moments comme la victoire de la gauche en 1981, les "visiteurs du soir" qui se glissent à l'Élysée pour un repas "entre intimes", un réveillon dans la maison de campagne à Latche ou ce dimanche de Pentecôte à la Roche de Solutré où, dit le président, « Tant que je monterai ici avec vous, tout ira bien. Quand je ne pourrai plus, je serai mort. »
Ce temps viendra bien sûr dans ce cimetière de Jarnac qui « n'est pas beau à voir » commente l'auteur. Il a placé en exergue un extrait d'un texte de Marcel Jouhandeau, un limousin comme lui,  intitulé Réflexions sur la vieillesse et la mort : « Si belle soit l'aventure, si extraordinaire un destin, il y a dans tout ce qui nous arrive une part de leurre qui tient à ce que notre imagination ajoute au réel et rien n'explique mieux la mélancolie qui accompagne les plus grands bonheurs. »